# Partizanski povojni zločini v Črnem potoku pri Našicah
Partizanski povojni zločini v Črnem potoku pri Našicah so bili storjeni junija 1945. Lokacija Črnega potoka se nahaja jugozahodno od Našic med vasema Zoljan in Gradac Našički v gozdnatem območju Krndije, neposredno v zaledju Našicecementa. Junija 1945 so enote JLA (KNOJ) in enote jugoslovanske vojske iz 17. krajinske brigade pripeljale več kolon s stotinami zvezanih in izčrpanih ujetnikov in nekdanjih vojakov Neodvisne države Hrvaške, večinoma iz Križeve poti, do tega gozdnega območja, in nekaj civilistov s širšega območja Našic. Ujetnike so Knojevci pobili s strelnim orožjem, strele in stokanje pa se je po ustnem izročilu starejših prebivalcev slišalo vse do vasi Zoljana. Iz vseh teh doslej znanih javnih in anonimnih pričevanj in raziskav je mogoče sklepati, da je bilo na Črnem potoku ubitih okoli 1500 ljudi. Komunistična vlada je skušala ohraniti skrivnost tega najhujšega zločina v zgodovini našiške regije s strogo prepovedjo dostopa na območje in šele po zamenjavi oblasti v začetku devetdesetih let dvajsetega stoletja je bilo zgrajeno spominsko obeležje. Vsako leto sredi junija v organizaciji več društev skozi veliko spominsko srečanje s služenjem svete maše se častijo vse žrtve tega zločina.
Hrvaško pravosodje do danes ni sprožilo preiskav, obtožnic ali sodnih postopkov zoper odgovorne osebe in kriminalce, ki živijo na Hrvaškem.

## Vojna in povojne okoliščine na območju Našic
Nedaleč od naselja Makloševac, južno od Našic, so v goščavo, imenovano Abesinija, pripeljali več skupin vojnih ujetnikov iz Osijeka, kjer so jih pobili in pokopali. Posmrtne ostanke pobitih in pokopanih civilistov in vojakov so našli v Našičkem parku ob potoku pri mostu Šipovac. V Vukojevcih so v bližini pokopališča našli skupni grob približno sto pripadnikov vojske NDH in vojakov nemškega Wehrmachta. V letu 2011 je bilo na zahtevo veleposlaništva Zvezne republike Nemčije v Zagrebu identificiranih skupaj 92 trupel, pri Papuk silosu d.d. Našice in skladišča železnega materiala ob železnici Našice-Virovitica je množično grobišče pripadnikov vojske NDH in vojakov nemškega Wehrmachta. Na silosih in Vukojevcu je Društvo veteranov vojne Hrvaško domobranstvo Podružnica Našice leta 2012 postavilo spominske križe v čast vsem hrvaškim in nemškim vojakom ter vsem žrtvam komunističnega režima na območju Našic.